# Totally Spies!
Totally Spies! is een Franse animatieserie geproduceerd door Marathon Media. Het concept van zowel de verhaallijn als achtergrondmuziek heeft veel weg van de klassieke televisieserie Charlie's Angels.
Het werd in Nederland en Vlaanderen sinds september 2002 uitgezonden op Fox Kids en VT4. Het verscheen later ook op Disney Channel, Nickelodeon, Nicktoons en VTM Kids.

## Geschiedenis
De productie van de serie tussen 2001 en 2008 kent een totaal van 130 afleveringen. Anno 2013 werden de afleveringen nog steeds herhaald en van de in Nederland door Fox Kids uitgezonden series is het de tweede (naast Pokémon) die minstens tien uitzendjaren telt. De serie wordt in een groot deel van Europa uitgezonden door de kanalen Cartoon Network en Disney XD (voorheen Jetix). Ook buiten Europa wordt de serie uitgezonden, zoals in de Verenigde Staten en Japan. Dit laatste is voor een westerse serie bijzonder. In 2011 liet Marathon weten dat er een zesde seizoen was geproduceerd en dat die in 2013 op televisie kwam. Nickelodeon voegde zich daarop bij de uitzendende kanalen. In 2022 werd door een van de bedenkers (Thomas Astruc, ook verantwoordelijk voor Miraculous Ladybug) aangekondigd dat Totally Spies! een zevende seizoen kreeg, acht jaar na het laatste seizoen. Dit seizoen ging van start op 12 mei 2024 in Frankrijk en is sinds december 2024 te zien op HBO Max.
Totally Spies! won drie keer de Nederlandse populariteitsverkiezing Jetix Cartoon Cup: in 2005, 2006 en 2008.

## Verhaal
De serie draait om drie studenten uit Beverly Hills; Sam, Alex en Clover. De drie zijn in het geheim spionnen in dienst van de organisatie WOOHP (World Organization Of Human Protection), geleid door Jerry. WOOHP heeft als taak de wereld te beschermen tegen allerlei bedreigingen. WOOHP heeft zijn hoofdkwartier in Beverly Hills, en heeft verder vestigingen in Europa en Australië.
Veel afleveringen volgen een vaste formule, waarin bij aanvang zich een of ander gevaar aandient. Daarna worden Sam, Alex en Clover door Jerry naar WOOHP gehaald via een tunnel, die waar ze ook maar zijn op kan duiken. Hij geeft ze vervolgens uitleg over de situatie en een aantal gadgets voor de missie. Tijdens de missie worden de spionnen vrijwel altijd door de schurk die ze moeten bevechten gevangen en in een hopeloos lijkende situatie achtergelaten, waaruit ze door hun gadgets en slimheid toch kunnen ontkomen, waarna de laatste confrontatie volgt.
Veel afleveringen bevatten ook een subplot over een van de drie spionnen in hun dagelijkse leven. Door de serie heen zijn veel referenties en knipogen te ontdekken naar films en series als James Bond, Austin Powers, The Matrix, X-Men, Men in Black en Beverly Hills, 90210.
De meeste afleveringen van de serie bevatten een afgerond verhaal, maar er zijn ook afleveringen die samen een lang verhaal vormen. Vooral in de eerste drie seizoenen hanteert de serie een schurk-van-de-weekformaat, waarin de spionnen het elke aflevering tegen een nieuwe tegenstander opnemen. In latere seizoenen zijn enkele regelmatig terugkerende schurken geïntroduceerd.

## Hoofdpersonages
Samantha "Sam" SimpsonSam (rood haar) is de slimste van de drie. Omdat ze de slimste is, bedenkt zij de meeste van de plannen. Maar Sam is tegelijk ook degene die het meeste in de handen gevallen is van de schurken.
Clover EwingClover (blond haar) is de ijdelste van de drie. Ze gaat graag met jongens om en houdt zich vooral bezig met haar uiterlijk en shoppen met haar vriendinnen. Maar ze heeft ook andere hobby's zoals surfen en is erg goed in verschillende talen. Haar aartsvijand op school is Mandy waar  ze regelmatig gedoe mee heeft omdat ze dezelfde jongen leuk vinden en kijken wie er het populairst is. Ze draagt een rood kostuum tijdens haar missies.
Alexandra "Alex" VasquezAlex (zwart haar) is de sportieve, maar ook stuntelige en soms onhandige van de drie spionnen. Hoewel ze rijlessen neemt, heeft ze nog altijd veel moeite met het besturen van auto's. Ze draagt altijd een geel kostuum, en is zeker in vergelijking met Clover en Sam een tomboy. Ze is ook de jongste van de drie. Ze houdt erg van dieren. Alex is ook niet goed in het bewaren van geheimen en is een enorme flapuit.
Jerry LewisJerry is de directeur van WOOHP (World Organization Of Human Protection), waar de Spies werken. Hij is altijd erg serieus en houdt niet erg van verrassingen. Hij is een veteraan uit Engeland (hoofdbetekenis) met een Britse uitspraak. In zijn jonge jaren was hij zelf ook spion. Hij zit erg onder de plak van zijn moeder en probeert bij de koningin van het Verenigd Koninkrijk een goede indruk te maken. Hij was één keer genomineerd om tot ridder geslagen te worden, maar doordat zijn geest in het lichaam van Clover kwam en haar geest in zijn lichaam door een boze uitvinding, is hij de gunst van de koningin kwijt. Hij is goed bevriend met de president van de Verenigde Staten.
Mandy LuxeMandy is de rijke, ijdele en achterbakse klasgenoot van Sam, Alex en Clover. Ze wordt als irritant ervaren door de Spies en maakt hatelijke opmerkingen. Vooral Clover en Mandy zijn echte aartsvijanden, de twee zitten elkaar voortdurend in de haren over leuke jongens of hun kleren. Een paar keer in de serie ontdekt Mandy per ongeluk het geheim van de spionnen, maar haar geheugen wordt naderhand altijd gewist.

## Bijpersonages

#### Caitlyn & Nicky
In seizoen 1 t/m 4 zijn dit de twee beste vriendinnen van Mandy, die ook regelmatig meedoen met het pesten van de Spies. 
G.L.A.D.I.S.
De computerhulp van Jerry. Ze verzorgt ook de gadgets voor de spionnen. Ze maakt haar debuut in seizoen 3. Ze wordt soms vergeleken met GLaDOS uit de Portal-serie, waarvan de eerste game echter pas drie jaar na de introductie van G.L.A.D.I.S. uitkwam. Na seizoen 4 is G.L.A.D.I.S. naar een recyclefabriek gestuurd. Eigenlijk ging ze uit de serie omdat veel Totally Spies!-fans over haar klaagden.
ArnoldEen studiebol op de school van de drie Spies. Hij is een stereotiepe nerd: erg slim, maar sociaal zwak. Hij is lid van de schaakclub en probeert af en toe een van de meisjes (vooral Clover) te versieren.
BritneyDe vierde spion van de Spies. Is heel slim en komt vooral in het vijfde seizoen veel voor. Ze heeft zwart haar en draagt een blauw pak.
Tim ScamEen van de weinige regelmatig terugkerende schurken in de serie. Hij komt in zes afleveringen voor. Hij is een voormalig WOOHP-medewerker die werd ontslagen omdat hij illegaal gebruik maakte van WOOHP-technologie. Hij is duidelijk anders dan de meeste andere schurken in de serie in het feit dat hij volledig bij zijn verstand is, en zijn misdaden niet rondom een specifiek thema gebaseerd zijn.
Terence LewisDe kwaadaardige tweelingbroer van Jerry. Hij maakt zijn debuut in het derde seizoen. Toen hij en Jerry nog op school zaten, hielpen ze elkaar vaak met hun proefwerken door bij elkaar af te kijken. Toen ze werden betrapt, gaf Jerry Terence de schuld van het hele plan. Door dit verraad ziet Terence Jerry als zijn aartsvijand en heeft gezworen om hem en WOOHP ten val te brengen. In seizoen vier richt hij zijn eigen organisatie op, LAMOS (League Aiming to Menace and Overthrow the Spies).
Helga von GuggenEen kwaadaardige modeontwerpster. Ze gebruikt speciale kleding voor haar plannen. Ze maakte haar debuut als een van de vele schurken in de serie, maar werd in seizoen 4 een vast personage.
Myrna BeesbottomEen vrouw die oorspronkelijk door Jerry werd ingehuurd als oppas voor Sam, Alex en Clover toen ze op zichzelf gingen wonen. Na te zijn ontheven van deze taak werd ze een tegenstander van WOOHP en lid van LAMOS.
Boogie GusEen Afro-Amerikaanse jarenzeventigfanaat, die het liefst de hele wereld wil terug veranderen naar dat tijdperk. Hij is in seizoen 4 lid van LAMOS.
TrentEen jongen die in seizoen 6 het hulpje is geworden van Mandy. Hij doet alles wat Mandy zegt en durft haar nooit tegen te spreken.
Geraldine HuskSpeelt al vanaf seizoen 2 de hoofdschurk van de Spies.
MindyMindy is het nichtje van Mandy. Ze verschijnt voor het eerst in seizoen 5, maar komt in seizoen 6 niet meer voor.
Oinky
Oinky is het huisdiervarken van Alex.

## Stemmen Nederlandse versie
- G.L.A.D.I.S., Helga von Guggen en andere diverse stemmen – Marloes van den Heuvel
- Overige stemmen: Marlies Somers, Hetty Heyting, Hymke de Vries, Louis van Beek, Lex Passchier, Marjolijn Touw, Huub Dikstaal, Leo Richardson, Timo Bakker, Sander de Heer, Hein van Beem, Nathalie Haneveld, Marjolein Algera en anderen.
- De Nederlandse nasynchronisatie werd verzorgd door Wim Pel Productions (seizoen 1-4 en 6) en Fred Butter Soundstudio (seizoen 5).

| Personage        | Nederlands stemacteur/actrice | Seizoen         |
| ---------------- | ----------------------------- | --------------- |
| Sam              | Lottie Hellingman             | 1               |
| Sam              | Kiki Koster                   | 2 - 6           |
| Sam              | Fé van Kessel                 | 7               |
| Clover           | Niki Romijn                   | 1 - 6           |
| Clover           | Laura Osinga                  | 7               |
| Alex             | Mandy Huydts                  | 1 - 6           |
| Alex             | Ayonna Karwofodi              | 7               |
| Jerry            | Jan Nonhof                    | 1, 2, 3, 4 en 6 |
| Jerry            | Victor van Swaay              | 5               |
| Jerry            | Ewout Eggink                  | 7               |
| Terence          | Walter Crommelin              | 3 en 4          |
| Mandy            | Melise de Winter              | 1-6             |
| Mandy            | Nicole van Dorp               | 7               |
| Mindy            | Donna Vrijhof                 | 5 en 6          |
| Dominique        | Marlies Somers                | 1-4             |
| Stacy            | Jann Cnossen                  | 1-4             |
| Britney          | Manon Ros                     | 2 en 3          |
| Britney          | Hilde de Mildt                | 5               |
| Arnold           | Pepijn Gunneweg               | 1-3             |
| Geraldine        | Hetty Heyting                 | 2 en 4          |
| Geraldine        | Hymke de Vries                | 3               |
| Geraldine        | Hilde de Mildt                | 5               |
| Tim Scam         | Bas Westerweel                | 1               |
| Tim Scam         | Hein van Beem                 | 2, 3 en 4       |
| Trent            | Rolf Koster                   |                 |
| Myrna Beesbottom | Marloes van den Heuvel        | 3               |
| Myrna Beesbottom | Nathalie Haneveld             | 3               |
| Boogie Gus       | Timo Bakker                   | 3 en 4          |
| Jazz Hands       | Timo Bakker                   |                 |
| Tobey            | Mitch Wolterink               |                 |
| Zerlina          | Aïcha Gill                    |                 |

## Dvd's
Bridge Entertainment bracht van 2003 tot en met 2010 negentien dvd's uit met in totaal de eerste vier seizoenen en de film.

## Film
Totally Spies! De Film is een film die dient als prequel op de serie. In de film is te zien hoe Sam, Clover en Alex elkaar hebben ontmoet en hoe ze spionnen zijn geworden. De film verscheen in Nederland op 14 oktober 2009 en in België op 28 oktober 2009.

## Videospellen
Er zijn meerdere videospellen gebaseerd op de televisieserie:
- Totally Spies! (bespeelbaar op de PC/DS/Playstation 2/GBA)
- Totally Spies! 2: Undercover (alleen bespeelbaar op de DS)
- Totally Spies! 3: Secret Agents (alleen bespeelbaar op de DS)
- Totally Spies! Totally Party (bespeelbaar op de Wii/PC/Playstation 2)
- Totally Spies! 4: Wereldtour (alleen bespeelbaar op de DS)
- Totally Spies! 5: Spionnendagboek (alleen bespeelbaar op de DS)
- Totally Spies! Mobile Game

## Spin-off
In 2009 kreeg de serie een spin-off: The Amazing Spiez!. Deze serie richt zich op een nieuw, jonger team van spionnenorganisatie WOOHP.